# Testeboskogen
Testeboskogen är ett kommunalt naturreservat i Gävle kommun i Gävleborgs län.
Området är naturskyddat sedan 2012 och är 393 hektar stort. Reservatet består av ett friluftsområde, som har skogsmarker med öppen karaktär och med en del lövträd.